# Thomas Marxhausen
Thomas Marxhausen (* 13. Januar 1947 in Zeitz; † 6. September 2010 in Halle) war deutscher Professor für Politische Ökonomie, Autor zahlreicher Schriften zur marxistischen Wirtschafts-, Geschichts- und Gegenwartsforschung, Mitarbeiter an der Marx-Engels-Gesamtausgabe (MEGA) und beim Historisch-kritischen Wörterbuch des Marxismus (HKWM) sowie langjähriges Vorstandsmitglied des Berliner Instituts für kritische Theorie e.V. (InkriT)

## Leben
Thomas Marxhausen wurde 1947 in armen Verhältnissen in der mitteldeutschen Industriestadt Zeitz als Sohn einer alleinstehenden Hausangestellten geboren. Seinen Vater, einen Buchdrucker, lernte der Junge nie kennen. Schon in frühen Tagen wird er zu Pflegeeltern gegeben. Die erkannten sein Talent und unterstützten seine Lesebesessenheit. Von 1953 bis 1966 besuchte er die Schule, mit vierzehn Jahren kaufte er sich die Brecht-Gesamtausgabe und ein Abonnement im Zeitzer Theater. Die Schriftstellerin Edith Bergner betreute erste literarische Versuche im Zirkel Schreibender Arbeiter im nahe gelegenen Braunkohlenbergbaustädtchen Deuben.
In Zeitz machte er 1968 sein Abitur und wurde durch seinen Schuldirektor an die Martin-Luther-Universität Halle-Wittenberg empfohlen. Im Lehrer-Studium für Staatsbürgerkunde und Geschichte fiel seine außerordentliche Fähigkeit zu wissenschaftlicher Arbeit ins Auge, so dass er ohne Prüfung direkt in ein Forschungsstudium übernommen wurde, an dessen Ende 1974 eine Dissertation zum Thema Die Entstehung und Entwicklung der Theorie von der Versachlichung gesellschaftlicher Verhältnisse und der Personifizierung von Sachen bei Karl Marx von 1843 bis 1863 stand.

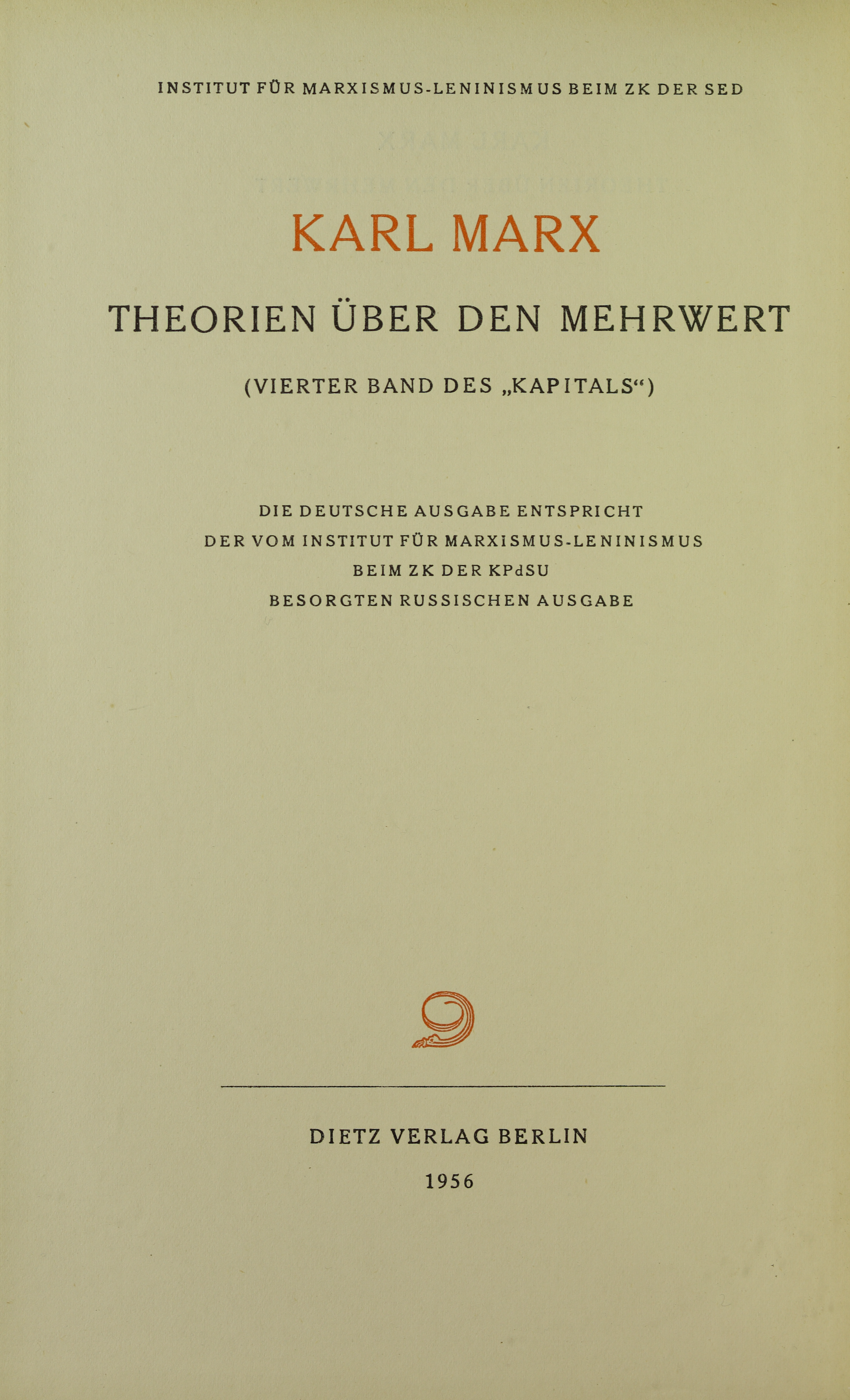
Karl Marx, Theorien über den Mehrwert, 1956

1982 folgte eine Habilitationsschrift mit dem Titel Marx’ Untersuchung der Auflösung der Ricardoschen Schule. Das Thema stand im Kontext mit den MEGA-Editionsarbeiten der Theorien über den Mehrwert als Bestandteil des Marx’schen ökonomischen Manuskripts von 1861 bis 1863. Seine theoriegeschichtlichen Forschungen trugen zur Klärung von Marx‘ Anteil an der von Johann Georg Eccarius verfassten Schrift Eines Arbeiters Widerlegung der national-ökonomischen Lehren John Stuart Mill's bei, die er für MEGA² I/20 bearbeitet hat. Bereits 1972 hatten ihn seine Lehrer und Förderer Wolfgang Jahn und Heinz Abend in die Hallesche Autorengruppe zur Erstellung einer Marx-Engels-Gesamtausgabe (MEGA) geholt. Marxhausen wird dort u. a. Mitherausgeber der Marx-Bände Londoner Exzerpthefte (1850-53) und Theorien über den Mehrwert (IV. Band des Kapitals). Er gilt in diesen Jahren als der theoretische Kopf der Gruppe und als „Warenfetischismus-Papst der DDR“. Seine Marxismus-Leninismus-Vorlesungen fanden auch bei den traditionell skeptischen Studierenden der Medizin oder Germanistik ein aufmerksames Publikum. 1985 heiratete Marxhausen in zweiter Ehe seine Frau Gudrun.
1988 sah Thomas Marxhausen, gerade in Halle zum Professor berufen, gemeinsam mit seiner Ehefrau einen Ausweg aus den immer enger werdenden halleschen Verhältnissen in der Mitwirkung am Aufbau einer marxistisch-leninistischen Lehre und Forschung an der Universität von Aden im Jemen. Den Zusammenbruch der DDR erlebte er aus der Ferne. Als er kurz nach der Währungsunion an die Martin-Luther-Universität zurückkehrte, wurde er zum Ordinarius für Politische Ökonomie bestimmt. 1991 wurde Tochter Josefa geboren.
1992 wurde Marxhausens Institut abgewickelt. Die „Ausbürgerung des Marxismus aus der Republik der Wissenschaften“ (Wolfgang Fritz Haug) erlebte Marxhausen als ein persönliches Desaster. Nach einem kurzen Zwischenspiel in einer Vermögensberatung, die ihm kurzzeitig als Rettung vor Arbeitslosigkeit erschien, gab Marxhausen Lehrveranstaltungen und Weiterbildungsseminare in privaten Halleschen Bildungseinrichtungen der Erwachsenenbildung, die die Umschulung und Qualifizierung von Arbeitslosen anboten. Hier erlebte er die zunehmende Aussichtslosigkeit seiner Aufgabe, auf Arbeitsplätze vorzubereiten, die nie entstehen würden.
Am 6. September 2010 setzte Thomas Marxhausen seinem Leben ein Ende.

## Mitarbeit am HKWM
Der wissenschaftlichen Forschung und Publikation widmete sich Marxhausen nun vor allem neben der Erwerbsarbeit. Von 1996 bis 2008 war er Redakteur des Historisch-kritischen Wörterbuch des Marxismus (HKWM). Für das HKWM verfasst er u. a. die Artikel zu den Stichworten „Elfenbeinturm“, „Entwicklung“ (mit Sven-Eric Liedman und Wolfgang Fritz Haug), „Extraprofit“ (mit Nail Satligan), „Fabrikgesetzgebung“, „Fetischcharakter der Ware“, „Funktionär“ (mit Gunter Willing), „Geheimdiplomatie“, „Geheimnis“, „gerechter Lohn“ (mit Gilles Campagnolo), „Glasnost“ (mit Boris Kagarlitsky), „Historische Mission der Arbeiterklasse“, „Historische Schule der Ökonomie“ (mit Mario Candeias); „Jabobinismus“, „Kapital-Edition“, „klassische politische Ökonomie“, „Kautskyanismus I“, „Kommunistisches Manifest“, „Konsumtion“ und „Kollektivierung II“ (mit Simon Krysl). Zudem leistete er eine umfangreiche Arbeit als Redakteur und Gutachter. In der Reihe Philosophische Gespräche des Berliner Vereins für Politische Bildung „Helle Panke“ präsentiert er 2008 zum 110. Geburtstag von Brecht mit der Broschüre „Er hat Vorschläge gemacht“. Was ist daraus geworden? ein Resümee seiner unermüdlichen Brecht-Forschungen und 2009 unter dem Titel Stalin, Stalinismus, Stalinismen einen die Arbeit vieler Jahre zusammenfassenden Text zur Sozialismusdebatte. Hinzu kommen ungezählte weitere Konferenz- und Zeitschriftenbeiträge.

## Positionen
Marxhausens Forschungsschwerpunkte waren Entfremdung der Arbeit, Warenfetischismus und Ideologiekritik; Theoriegeschichte: Klassische Ökonomie, Auflösung der ökonomischen Klassik, Vulgärökonomie in der Marx‘schen Rezeption; Methodologie: Wechselwirkung von Marx’ ökonomischer Theorie mit Theoriegeschichte; Brechts Rezeption des Marxismus.

„Ihm ging es stets ums Ganze: die Marx’sche Theorie historisch begreifen, das Brecht’sche Denken nutzbar machen und den „realen“ Sozialismus kritisieren. Er reklamierte für sich selbst „Kritik als Lebensform“, wie er schon 1985 einen Aufsatz in Bezug auf Brecht titelte.“

Marxhausen hatte sich früh Brechts „eingreifendem Denken“ verschrieben, argumentierte häufig mit Heiner Müller, Bulgakow und Hašek, Benjamin und Lukács und überzeugt durch Problemorientiertheit. Dass man ihn während seiner Lehrtätigkeit in der DDR für seine Forschungen „nur“ nach Moskau, nicht aber ins kapitalistische Ausland reisen ließ, hatte mit seiner als „politische Unzuverlässigkeit“ interpretierten Eigenständigkeit zu tun. So schickt er Artikelmanuskripte ohne Abstimmung an die im Westen Deutschlands herausgegebenen „Marxistischen Blätter“.
2008 beendete Thomas Marxhausen seine Mitarbeit in der HKWM-Redaktion. Er sah in ihr nicht mehr die Form, in der er sich mit seiner Art, die Dinge zu betrachten und zu diskutieren, heimisch fühlte.
2008 schrieb Marxhausen im Neuen Deutschland: „Die ‚guten Seiten‘ der DDR waren ohne ihre ‚schlechten‘ nicht zu haben. Zum sicheren Arbeitsplatz gehörte die der Sicherheit zugängliche Kaderakte, das Wohnungsbauprogramm gab die Altstädte dem Verfall preis, liebevolle Krippentanten organisierten disziplinierendes ‚Topfen‘. (...) ‚Verklärung‘ der DDR ist ursächlich die Reaktion auf verlorene Bodenhaftung. Die Einforderung sozialer Sicherheiten mittels des Verweises auf frühere ‚Errungenschaften‘ trägt nicht weit. Was organischer Bestandteil einer anderen Gesellschaft war, kann nicht entnommen und ins Bestehende transplantiert werden. Die bürgerliche Gesellschaft reklamiert, Hort der Freiheit, Demokratie, Menschenrechte und Chancengleichheit zu sein. Nehmen wir sie beim Wort.“ Seine intensive Beschäftigung mit Stalin, Stalinismus, Stalinisten kumulierte 2009 in die gleichnamige Schrift, die eine penible Auseinandersetzung mit den strukturellen Hintergründen des bolschewistischen Desasters auf einem hohen wissenschaftlichen Niveau darstellt.

## Publikationen
- Die Entstehung und Entwicklung der Theorie von der Versachlichung gesellschaftlicher Verhältnisse und der Personifizierung von Sachen bei Karl Marx von 1843 1863. (Diss.) Martin-Luther-Universität Halle-Wittenberg 1974.
- Die Entwicklung der Theorie des Warenfetischismus in Marx' ökonomischen Schriften zwischen 1850 und 1863. In: Martin-Luther-Universität Halle/Wittenberg (Hrsg.): Hallesche Arbeitsblätter zur Marx-Engels-Forschung. Heft 1, Halle/Saale 1976, S. 75–95.
- Zum Zusammenhang von Fetischismus, Entfremdung und Ideologie bei Marx. In: Deutsche Zeitschrift für Philosophie. Jahrgang 35, Heft 12, 1987, S. 1099–1108.
- Die Entwicklung des Begriffs „Fetischismus“ bei Marx. In: Martin-Luther-Universität Halle/Wittenberg (Hrsg.): Hallesche Arbeitsblätter zur Marx-Engels-Forschung. Heft 22, Halle/Saale 1988, S. 42–68.
- Die Theorie des Fetischismus im dritten Band des „Kapitals“. In: Institut für Marxismus-Leninismus beim ZK der SED, Marx-Engels-Abteilung (Hrsg.): Beiträge zur Marx-Engels-Forschung. Bd. 25, Berlin/Ost, S. 209–243.
- Entstehung, Bedeutung und Marx' Anteil an Eccarius' Artikelserie gegen John Stuart Mill (PDF; 1,1 MB) Wissenschaftliche Mitteilungen auf http://www.das-kapital-lesen.de
- „Die guten und die schlechten Seiten“ Was würde Karl Marx zur heutigen Geschichtsdebatte sagen? Neues Deutschland, 1. November 2008, S. 22
- Kommunistisches Manifest. (Bearbeiteter) Vorabdruck eines HKWM-Stichwortes (PDF; 138 kB) Utopie Kreativ Nr. 201–202, Juli/August 2007
- Marx als Chance (PDF; 87 kB) UTOPIE kreativ, H. 199 (Mai 2007), S. 409–417
- Stalin, Stalinismus, Stalinismen Helle Panke e.V. Philosophische Gespräche, Heft 13, 2009
- MEGA – MEGA und kein Ende (PDF; 161 kB) Utopie Kreativ Nr. 189–190, Juli/August 2006